# 金宅述
金 宅述（キム・テクスル、朝鮮語: 김택술/金宅述、1918年12月2日 - 1981年10月28日）は、大韓民国の公務員、政治家、実業家。第2・3代韓国国会議員。本貫は道康金氏、別名は春江。

## 経歴
日本統治時代の全羅北道井邑郡七宝面（現・井邑市）出身。中央大学法学部、京都帝国大学（現・京都大学）経済学部卒。全羅北道労働課長、大韓労働総連盟全羅北道副委員長などを歴任し、1950年の第2代総選挙に井邑乙選挙区より大韓労働総連盟所属で出馬して初当選した。第3代国会議員の退任以降は全羅商工社、全南商工新報社、大韓旅客自動車株式会社の社長を歴任し、1967年頃は民主共和党に所属しながら韓国貨物車会社の社長を務めた。
1981年10月28日にソウル市江南区の自宅で死去。享年63。